# Basavegowdanadoddi, Malavalli
Basavegowdanadoddi là một làng thuộc tehsil Malavalli, huyện Mandya, bang Karnataka, Ấn Độ.